# العلاقات البرازيلية الإسبانية
العلاقات البرازيلية الإسبانية هي العلاقات الثنائية التي تجمع بين البرازيل وإسبانيا.

## مقارنة بين البلدين
هذه مقارنة عامة ومرجعية للدولتين:
| وجه المقارنة                                              | البرازيل | إسبانيا                                                                             |
| --------------------------------------------------------- | --- | ----------------------------------------------------------------------------------- |
| المساحة (كم2)                                             | 8.52 مليون | 505.99 ألف                                                                          |
| عدد السكان (نسمة)                                         | 202.66 مليون | 46.73 مليون                                                                         |
| الكثافة السكانية (ن./كم²)                                 | 23.79 | 92.35                                                                               |
| العاصمة                                                   | برازيليا، ريو دي جانيرو | مدريد                                                                               |
| اللغة الرسمية                                             | برتغالية برازيلية، Brazilian Sign Language ‏ | اللغة الإسبانية، اللغة الغاليسية، لغة بشكنشية، اللغة الكتالونية، اللغة الأوكسيتانية |
| العملة                                                    | ريال برازيلي، كروزيرو ريال برازيلي ‏، كروزيرو البرازيلية (1990–1993)، البرازيلي كروزادو نوفو، كروزادو برازيلي، cruzeiro ‏، كروزيرو البرازيلية (1942–1967)، الريال البرازيلي (قديم) | يورو، بيزيتا إسبانية                                                                |
| الناتج المحلي الإجمالي (بليون دولار)                      | 2.06 تريليون | 1.31 تريليون                                                                        |
| الناتج المحلي الإجمالي (تعادل القوة الشرائية) بليون دولار | 3.22 تريليون | 1.77 تريليون                                                                        |
| الناتج المحلي الإجمالي الاسمي للفرد دولار أمريكي          | 8.54 ألف | 28.16 ألف                                                                           |
| الناتج المحلي الإجمالي للفرد دولار أمريكي                 | 15.89 ألف | 38.00 ألف                                                                           |
| مؤشر التنمية البشرية                                      | 0.754 | 0.876                                                                               |
| رمز المكالمات الدولي                                      | +55 | +34                                                                                 |
| رمز الإنترنت                                              | .br | .es                                                                                 |
| المنطقة الزمنية                                           | | ت ع م+01:00، ت ع م+02:00                                                            |

## مدن متوأمة
في ما يلي قائمة باتفاقيات التوأمة بين مدن برازيلية وإسبانية:
- ترتبط أورو براتو مع توردسيلاس باتفاقية توأمة.
- ترتبط فوز دو إيغواسو مع شريش باتفاقية توأمة.
- ترتبط بيلو هوريزونتي مع غرناطة باتفاقية توأمة منذ 2006.
- ترتبط Guimarães, Maranhão [الإنجليزية]‏ مع إيغوالادا باتفاقية توأمة.
- ترتبط نوفو هامبورغو مع إلدا باتفاقية توأمة.
- ترتبط فيتوريا، البرازيل مع فيتوريا-غاستيز باتفاقية توأمة.
- ترتبط ريو دي جانيرو مع برشلونة باتفاقية توأمة منذ 1969.
- ترتبط سانتوس، ساو باولو مع قادس باتفاقية توأمة.
- ترتبط ساو باولو مع برشلونة باتفاقية توأمة منذ 2004.[16][16][16][16]
- ترتبط ريسيفي مع أريثيفي باتفاقية توأمة.
- ترتبط كوريتيبا مع قرطبة باتفاقية توأمة.[17][18]
- ترتبط Águas de São Pedro [الإنجليزية]‏ مع Molinaseca [الإنجليزية]‏ باتفاقية توأمة منذ 1991.

## منظمات دولية مشتركة
يشترك البلدان في عضوية مجموعة من المنظمات الدولية، منها:
| علم المنظمة | اسم المنظمة                        | تاريخ انضمام البرازيل | تاريخ انضمام إسبانيا |
| ----------- | ---------------------------------- | --------------------- | -------------------- |
|             | البنك الدولي للإنشاء والتعمير      | 14 يناير 1946         | 15 سبتمبر 1958       |
|             | يونسكو                             | 4 نوفمبر 1946         | 30 يناير 1953        |
|             | الاتحاد البريدي العالمي            | ?                     | ?                    |
|             | مجلس الأمن التابع للأمم المتحدة    | 1946                  | 2015                 |
|             | البنك الإفريقي للتنمية             | ?                     | ?                    |
|             | نظام تحكم تكنولوجيا القذائف        | 1995                  | 1990                 |
|             | منظمة الشرطة الجنائية الدولية      | ?                     | ?                    |
|             | الأمم المتحدة                      | 24 أكتوبر 1945        | 14 ديسمبر 1955       |
|             | مؤسسة التنمية الدولية              | 15 مارس 1963          | 18 أكتوبر 1960       |
|             | المرصد الأوروبي الجنوبي            | 2010                  | 2006                 |
|             | منظمة التجارة العالمية             | ?                     | ?                    |
|             | وكالة ضمان الاستثمار متعدد الأطراف | 7 يناير 1993          | 29 أبريل 1988        |
|             | الاتحاد الدولي للاتصالات           | 4 يوليو 1877          | 1866                 |
|             | مجموعة الموردين النوويين           | ?                     | ?                    |
|             | مؤسسة التمويل الدولية              | 31 ديسمبر 1956        | 24 مارس 1960         |
|             | الفريق المعني برصد الأرض           | ?                     | ?                    |
|             | منظمة حظر الأسلحة الكيميائية       | ?                     | ?                    |

## أعلام
هذه قائمة لبعض الشخصيات التي تربطها علاقات بالبلدين:
- أنا بياتريز باروس (عارضة برازيلية، 29 مايو 1982 – )
- الأميرة إيزابيل إمبراطورة البرازيل (سياسية برازيلية، 29 يوليو 1846[26][27] – 14 نوفمبر 1921[26][27])
- إميليو غاراستازو ميديسي (سياسي برازيلي، 4 ديسمبر 1905[28] – 9 أكتوبر 1985[28])
- بيدرو الأول إمبراطور البرازيل (12 أكتوبر 1798[29][30] – 24 سبتمبر 1834[29][30])
- تونينيو سيريسو (لاعب كرة قدم برازيلي، 21 أبريل 1955[31] – )
- تياغو ألكانتارا (لاعب كرة قدم برازيلي، 11 أبريل 1991[32] – )
- تياغو سبليتر (لاعب كرة سلة برازيلي، 1985 – )
- دانيال برول (ممثل ألماني، 16 يونيو 1978[33][34] – )
- دييغو كوستا (لاعب كرة قدم إسباني، 7 أكتوبر 1988[35] – )
- رافينيا ألكانتارا (لاعب كرة قدم برازيلي من مواليد 1993، 12 فبراير 1993[36] – )
- رودريغو مورينو (لاعب كرة قدم برازيلي، 6 مارس 1991[37] – )
- رونالدينيو (لاعب كرة قدم برازيلي، 21 مارس 1980[38] – )
- ماركوس سينا (لاعب كرة قدم برازيلي، 17 يوليو 1976[39] – )
- ماريا بوينو (لاعبة كرة مضرب برازيلية، 11 أكتوبر 1939 – 8 يونيو 2018)
- هيتور فيلا-لوبوس (ملحن برازيلي، 5 مارس 1887[40][41][42] – 17 نوفمبر 1959[40][41][42])

## وصلات خارجية
- موقع وزارة الخارجية البرازيلية
- موقع وزارة الخارجية الإسبانية